# 运输

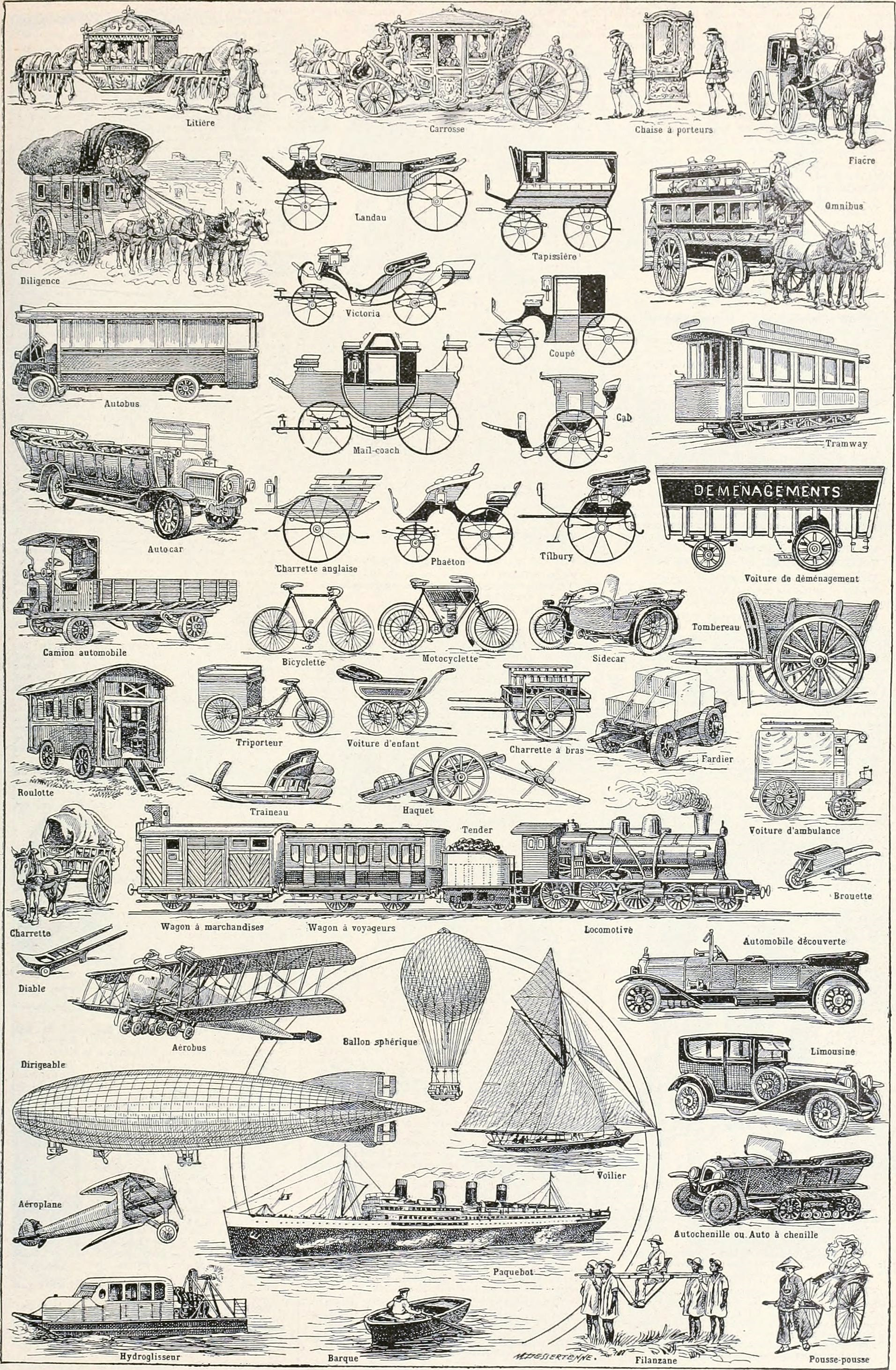

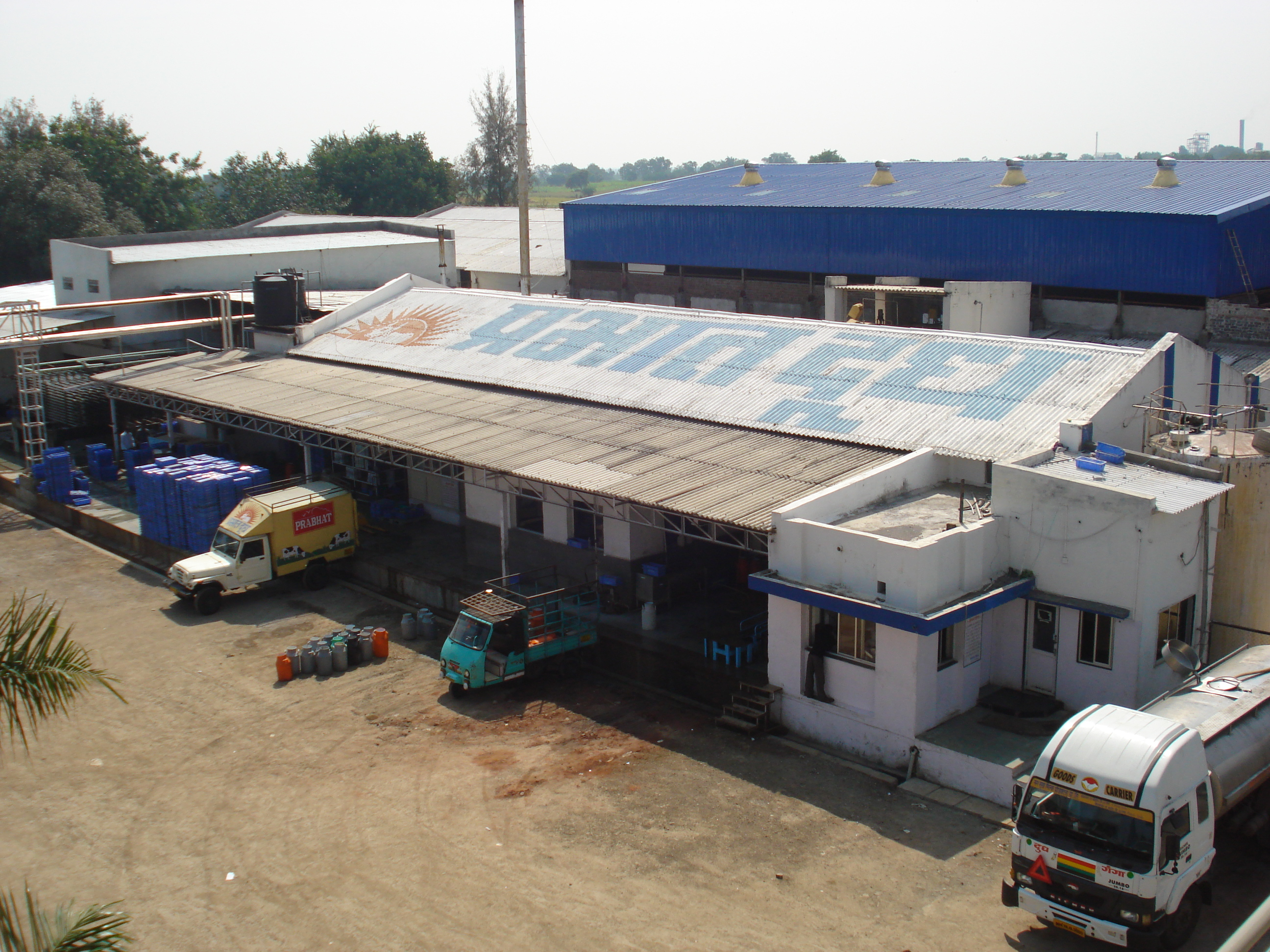
貨運站

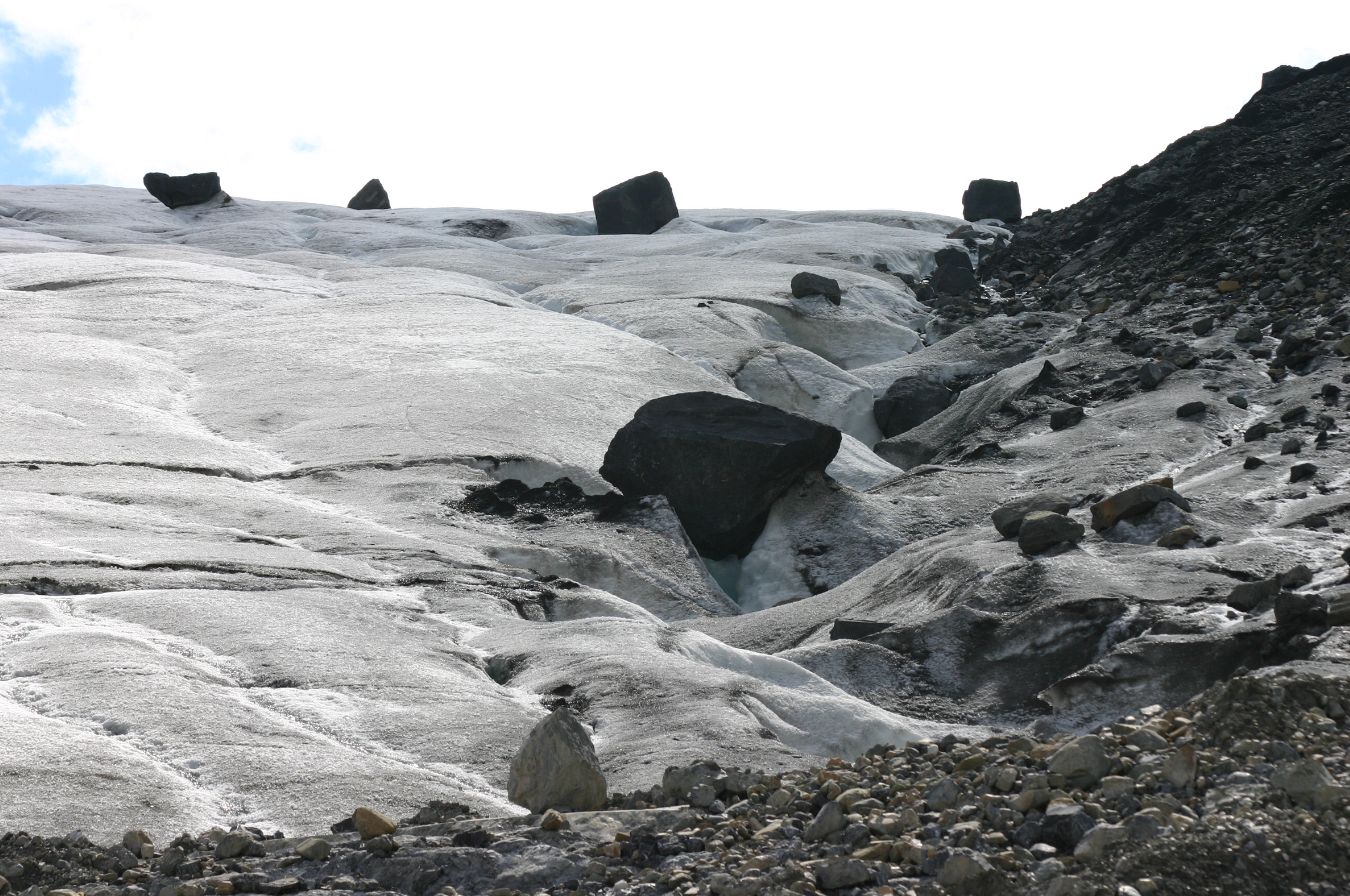
冰川運輸巨石，當冰川退卻時，巨石便會沉積於離其發源地極遠的新位置

運輸是指某一物體（人或者是貨物）透過運輸工具（或交通工具與運輸路徑），由甲地移動至乙地，完成某個經濟目的的行為。因此，運輸是一種「衍生的經濟行為」，運輸多半都是為了完成某些經濟行為，例如購物、上班、上學、訪友等需求而進行。
而運輸主體與運輸工具在運輸路徑上所產生的互動現象，即為交通現象。因此運輸是一種兩地間的移動行為，而交通是兩地之間所發生的現象。「運輸」與「交通」兩詞常受到混用，中文慣用「交通擁擠」而非「運輸擁擠」，「運輸路徑」而非「交通路徑」。

## 方式
运输方式是使用某一特定交通工具、基础设施或流程来实现位移的方式。对于一个人或一件货物来说，可能在一次运输过程中会涉及到一种或多种运输方式，而多种运输方式的情况下往往被称为联运。每一种运输方式都有其优劣之处，往往需要根据成本、运输能力、路线和速度等方面来考虑选择何种方式。

### 人力

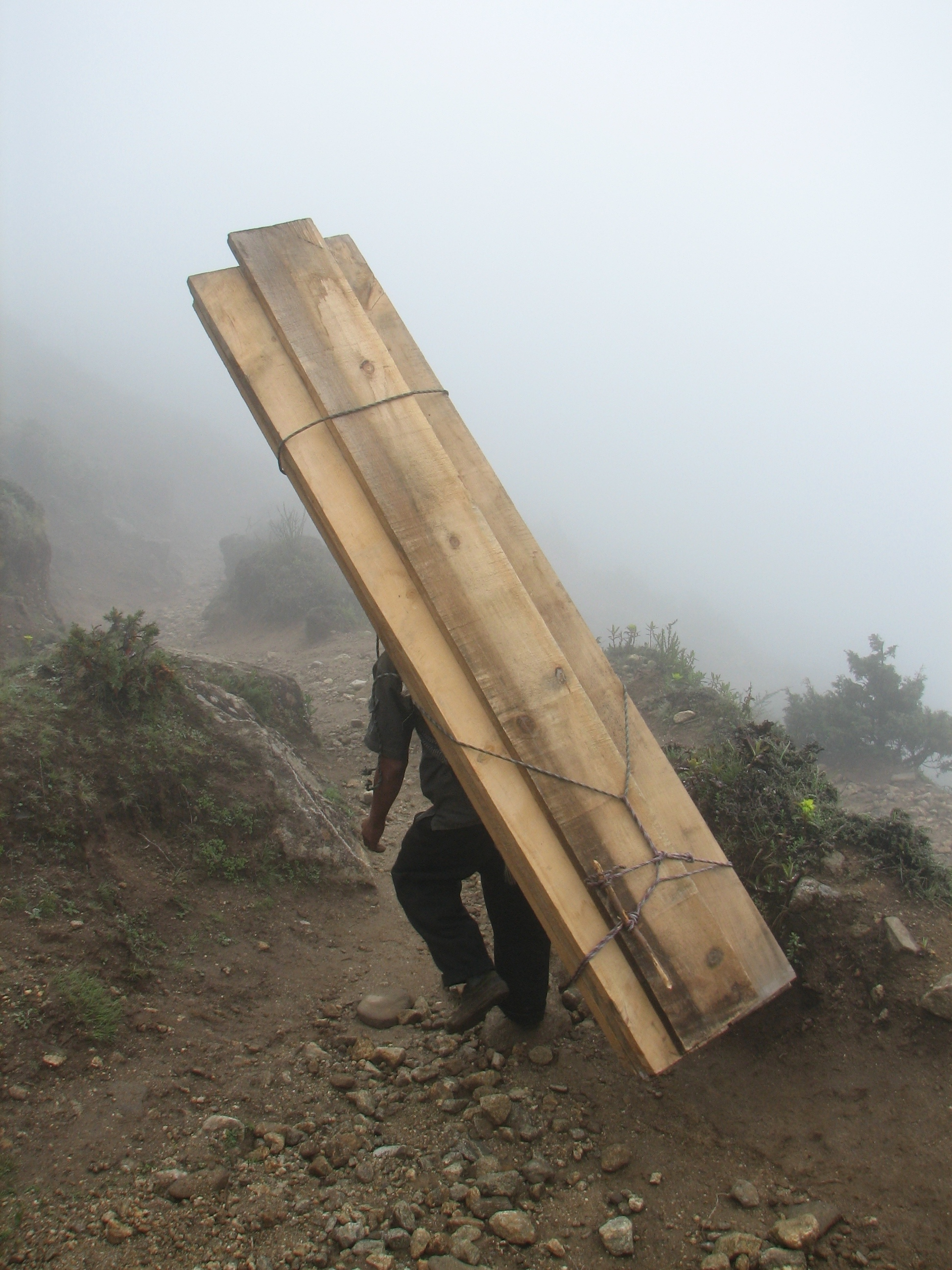
在发展中国家，人力運輸仍然很常见。

人力運輸是使用人的肌肉产生力量来运输他人和/或货物，常见方式有步行、跑步和游泳，速度较慢。现代科技使用机器来加强人力。具有成本低，可以休闲、锻炼身体，环保等優點。有时候，人力运输是唯一可用的交通方式，特别是在一些欠发达或偏远区域。人力同時被视作理想的可持续交通系统。
尽管人类可以不借助基础设施行走，通过修建道路、使用自行车或轮滑等交通工具可以提高效率。

### 畜力
畜力运输是通过役用動物来移动人和货物的方式。人类可以直接骑在一些动物身上，让其驮上货物，戴上骑具，单个或组队，连上雪橇或带轮交通工具。

### 空中

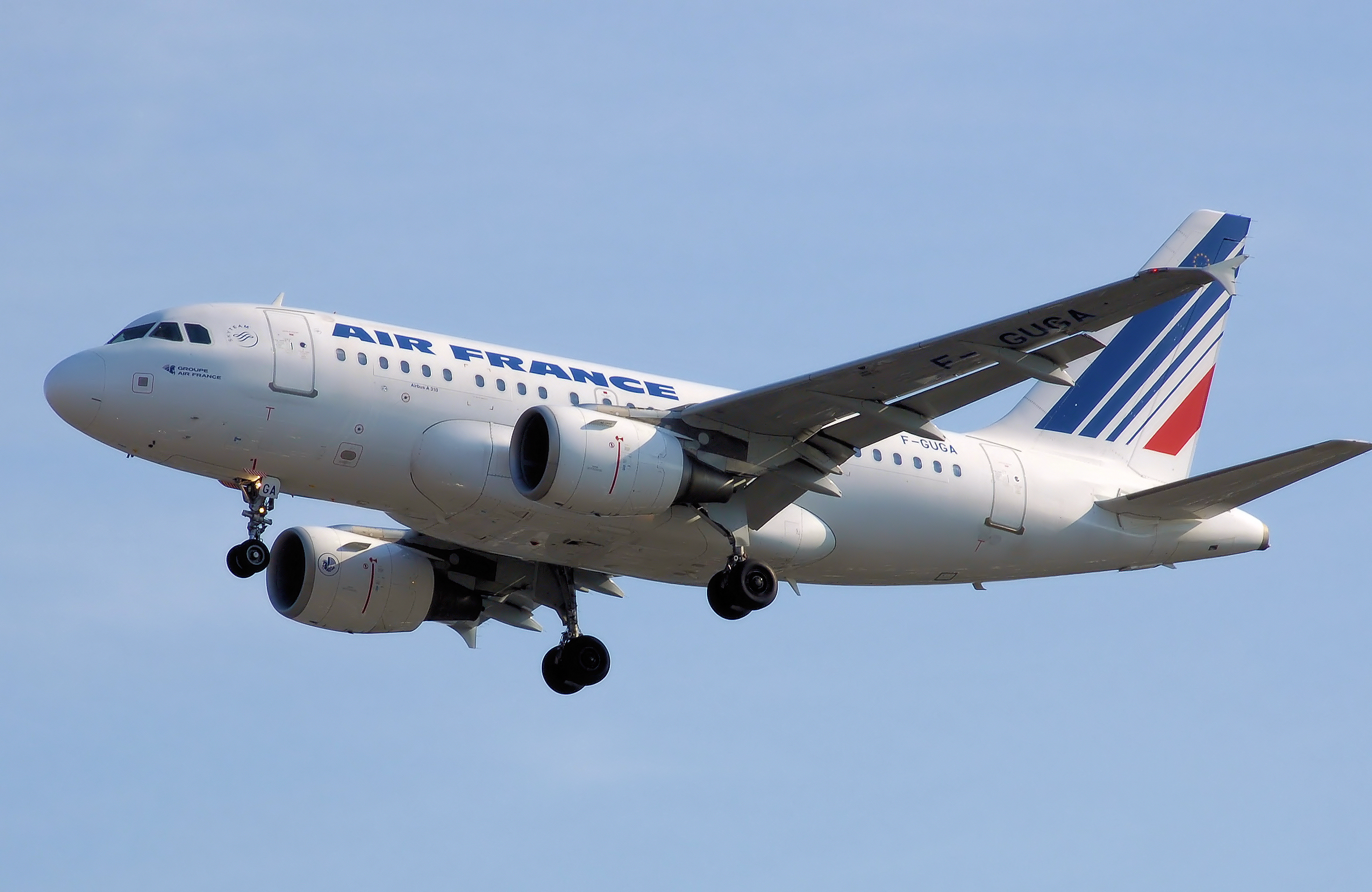
一架法国航空的空中客车A318降落在伦敦希思罗机场

固定翼航空器，通常称为飞机，是一种比空气密度大的航空器，通过空气和机翼之间的相互作用产生抬升力从而实现快速移动。该属于是用来同旋翼航空器区分。自轉旋翼機则是两种的结合。
航空器飞行需要地方起降，因此大部分航空器都要求建设机场，作为维修、存储、补充燃料和装载、卸下机组成员、货物和乘客的基础设施。大部分航空器都需要在陆地上起降，有一些则具备在冰雪、静水上起降的能力。
航空器是仅次于火箭外第二快的交通方式。民航飞机速度可以达到955每小時（593英里每小時），单引擎航空器可达到555每小時（345英里每小時）。航空可以让人和少量货物快速长线运输，但是有较高的成本和燃料消耗；对于短途或难以进入的地点，可以使用直升机。根据《卫报》2009年的文章，根据世界卫生组织（WHO）估计，全世界任意时间估计有超过50万人乘坐飞机。

### 铁路

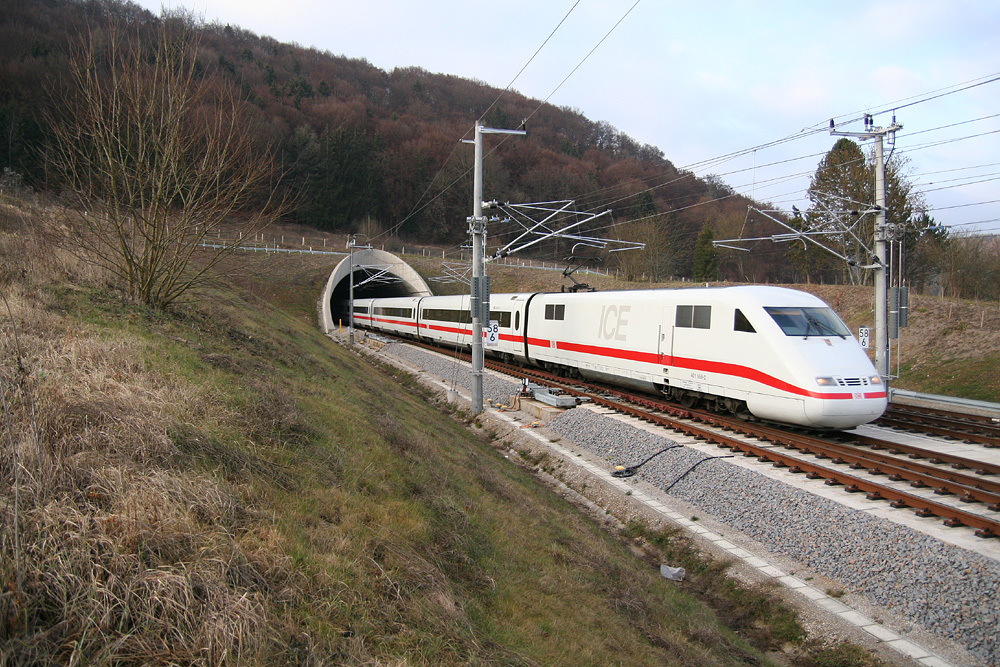
ICE列车，德国的高速铁路客车

铁路运输是鐵路列車在两条平行铁轨——通常称为铁道、铁路之间运行的交通方式。铁路列车通常有一节或多节相连的列车组成。列车常通过鐵路機車驱动，早期列车多使用蒸汽或柴油驱动，新型列车则多通过電氣化鐵路提供电力驱动。相对的，以部分或全部的车厢作為动力来源的鐵路被称为動力分散式。

### 公路

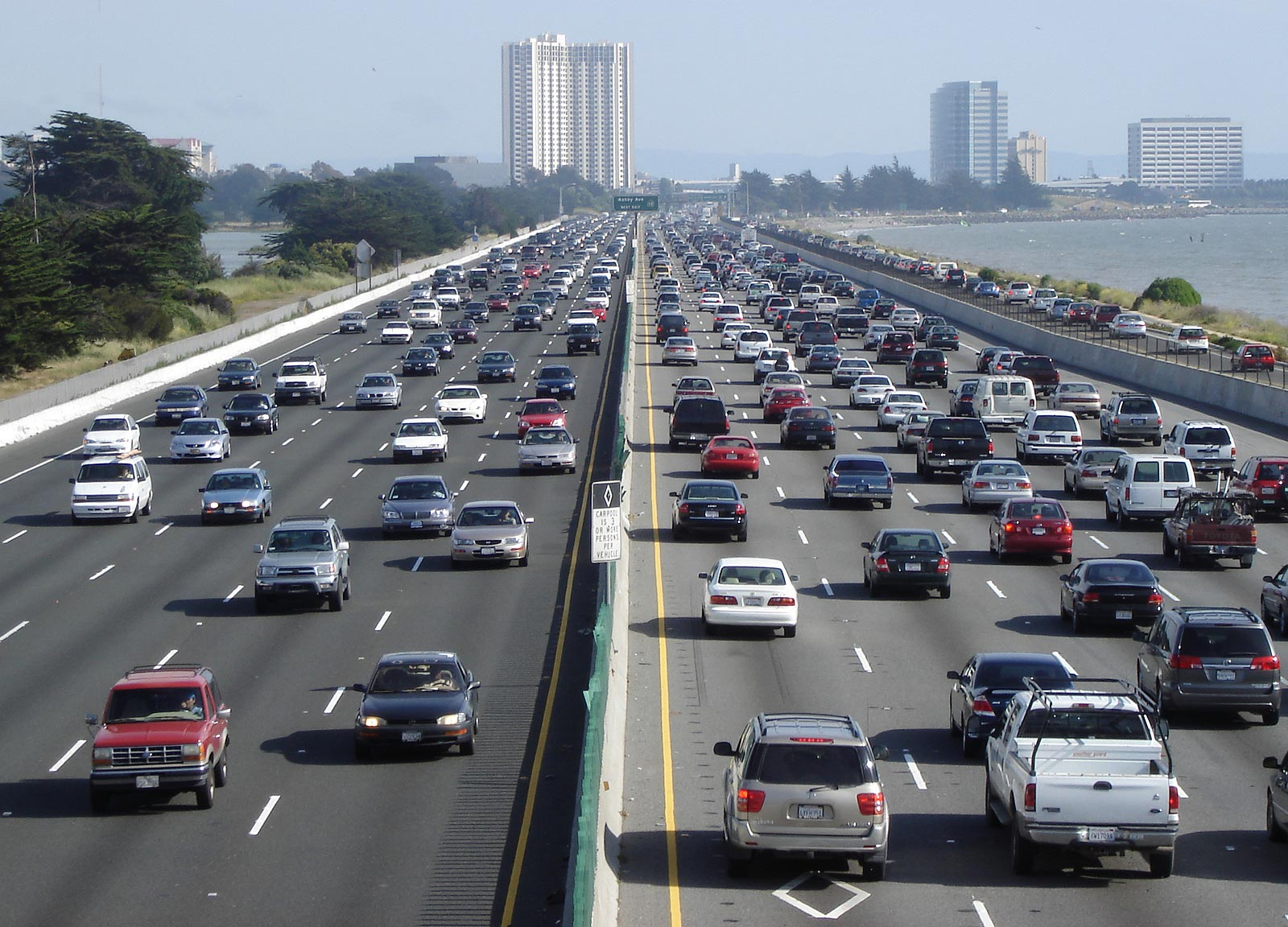
美国加利福尼亚州伯克利附近的80號州際公路。

道路是两个或多个地理位置之间所修建的连接性基础设施。道路通常十分平整，方便出行；当然在历史上，道路并没有正式修建和维护，因此也并不一定如此。在市区，道路穿越整个城市或村庄，常会为其指定街道名，同时提供城市空间地役权和交通路线双重功能。
最常见的道路运输载具是汽车：它是一种多轮载具，通过内燃机或電力驱动。其他使用道路的运输载具包括：公车、卡车、摩托车、自行车和行人。截至2002年，全世界共有超过5.9亿辆汽车。
汽车灵活性高，载客量少，同时耗能较大，且挤占空间，也是城市中最主要的噪音和空气污染诱因；相对来说，公交车出行方式更高效、节能，但较不灵活、舒适。

### 水上

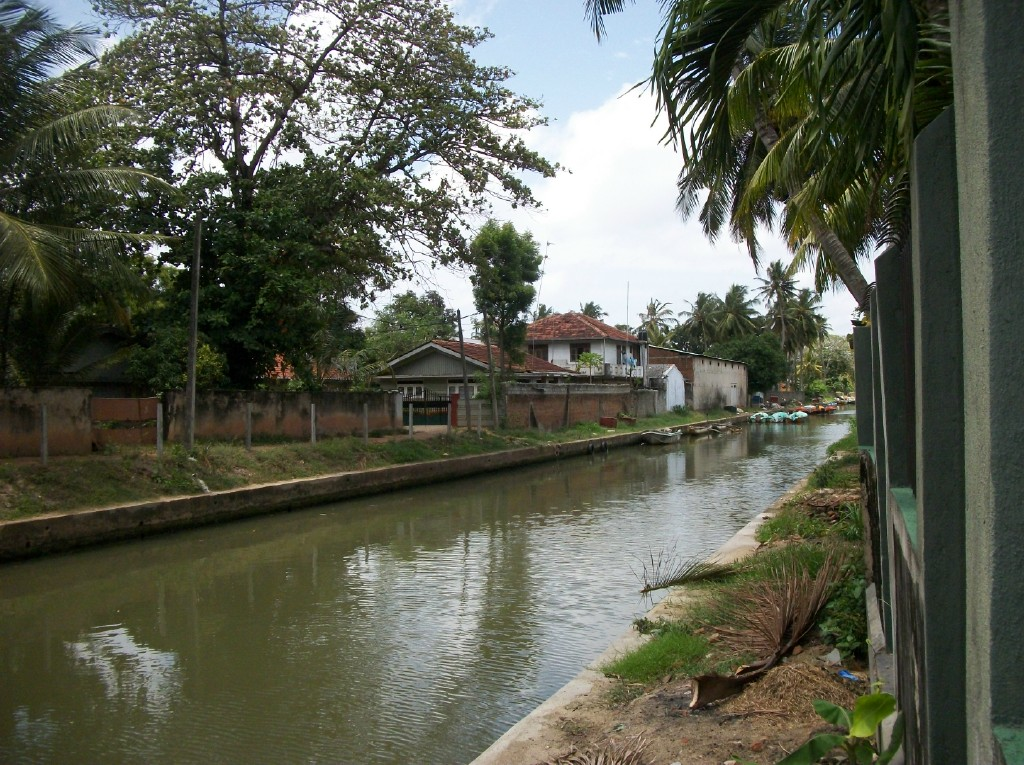
斯里兰卡尼甘布荷兰运河，原本荷兰修建它是为了运送间谍，但是现在本地渔民出海的通道。

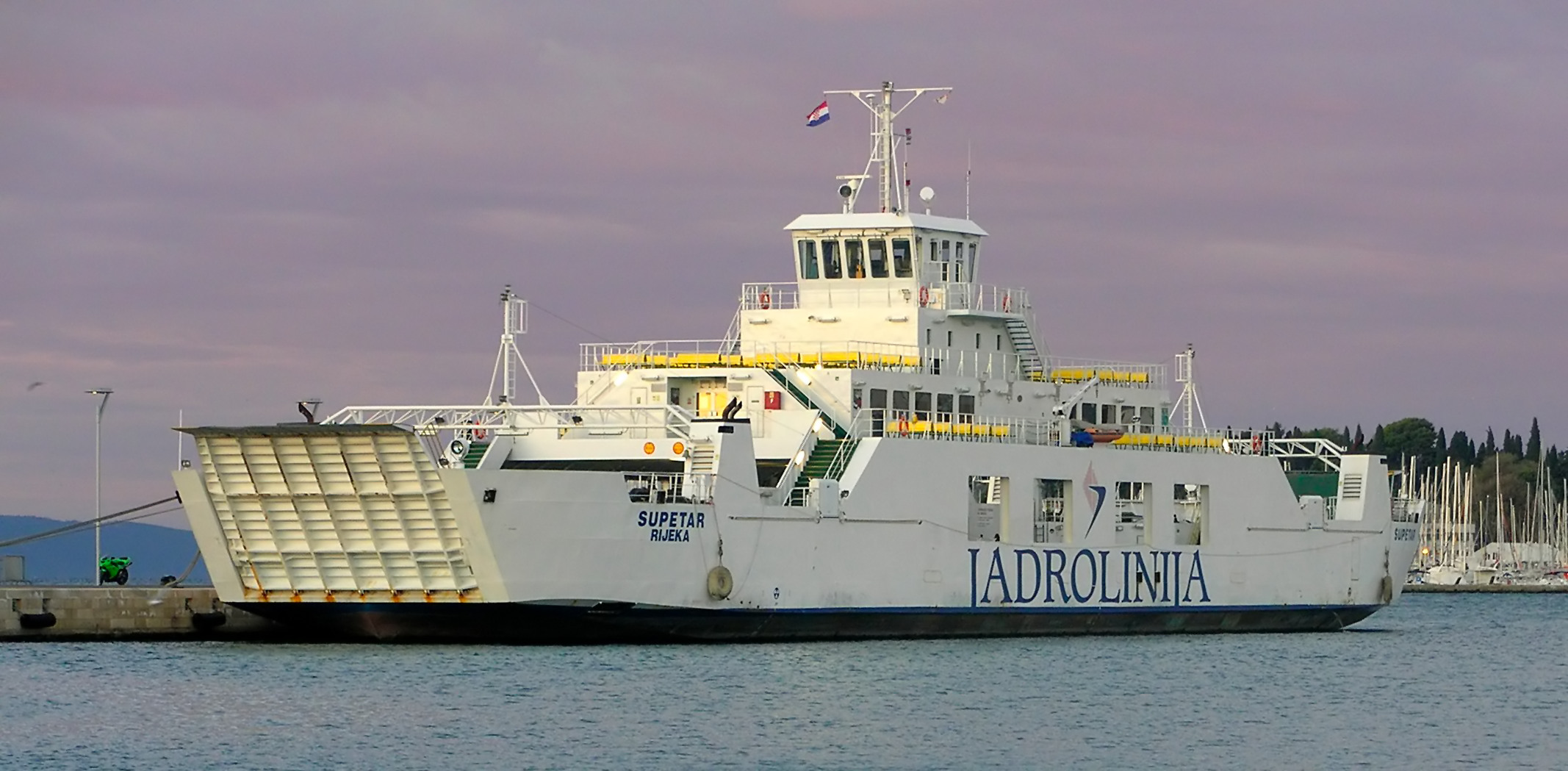
克罗地亚的轮渡船

水上交通是通过水上运输器在如海、大洋、湖泊、运河或河流等水体上移动实现的。
19世纪，第一艘蒸汽船面世。现在大部分船舶都使用内燃气驱动。另外还有通过核能驱动的潜水艇等。
尽管相对较慢，现代海洋运输在运输大量物品时是极为高效的运输方式。民用运输船舶数量大概为35000艘，在2007年一年就运送了74亿吨的货物。相对于航空运输，水上运输的成本明显較少。
有些水上交通不一定要通过水上运输器。例如木材密度比水輕，因此可以在河流上游伐木後，直接將木材放在河流中，木材就會順着水流流到河流下游。

### 其他方式

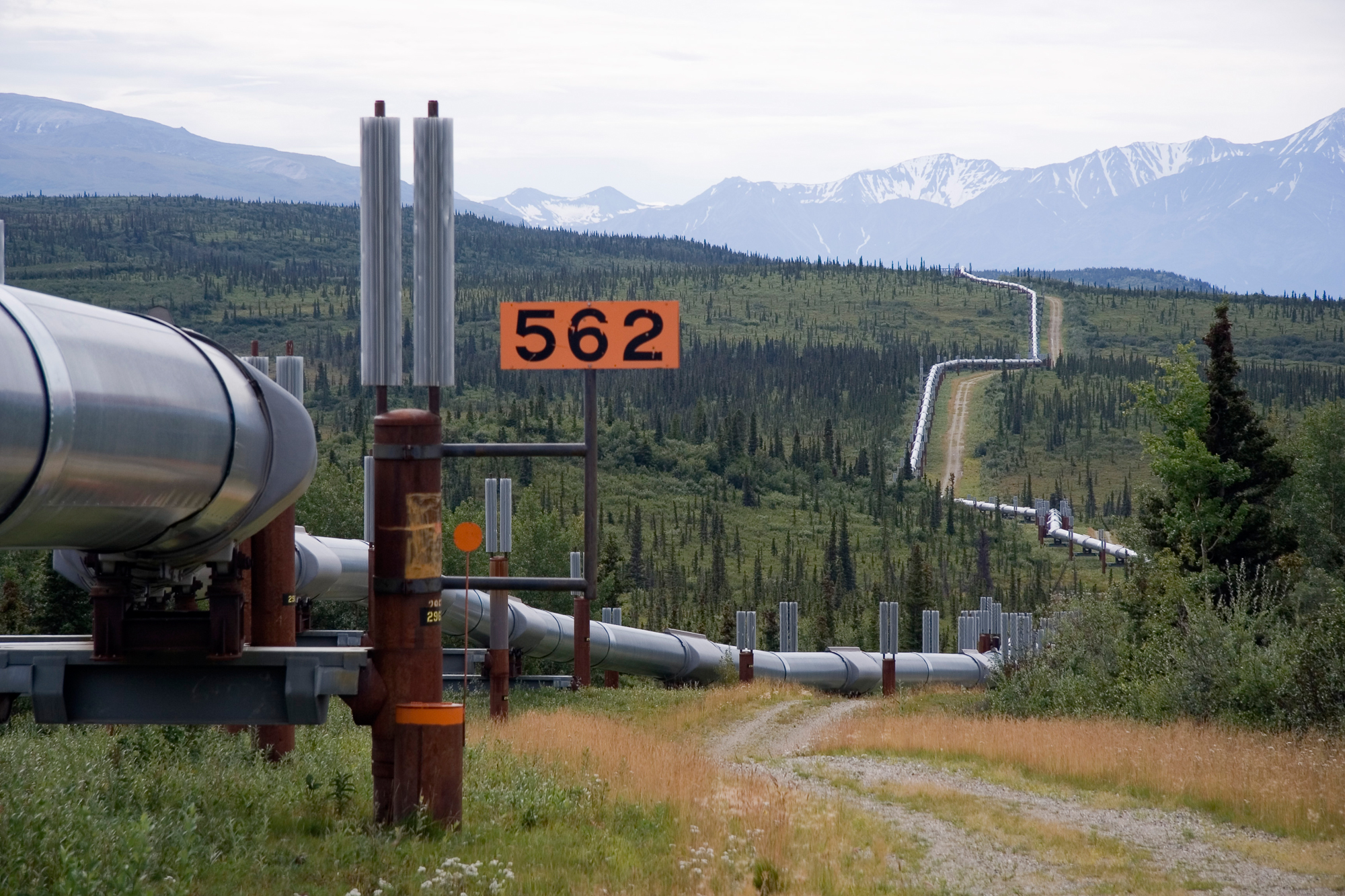
縱貫阿拉斯加管道，输送原油用。

管道運輸通过管道运输物品，大多数情况下为液体和气体，气动输送系统通过使用压缩空气，可以输送固体货物。对于气体/液体来说，任何化学性质稳定的液体或其他都可以通过管道输送。短距离管道系统通常输送污水、净水、泥浆、啤酒等，长距离的管道网络则用来输送石油和天然气。
缆索运输则是一个涵盖范围较广的交通方式，载具没有内部的动力来源，而是通过缆索来驱动。通常包括升降机、缆车、電動扶梯等。有些也被称为是传送带运输方式。
航天运输则是离开地球大气层进入外层空间所进行的运输方式，通过航天器進行。尽管人類投放了很多技术用于研究航天运输，但是除了发射轨道卫星、进行科学实验外很少使用。不过，人类已经成功到达了月球，同时探测器也已经被送往太阳系的所有行星。
亚轨道航天是在地球上最快的已知交通运输方式。

## 要素

### 基础设施

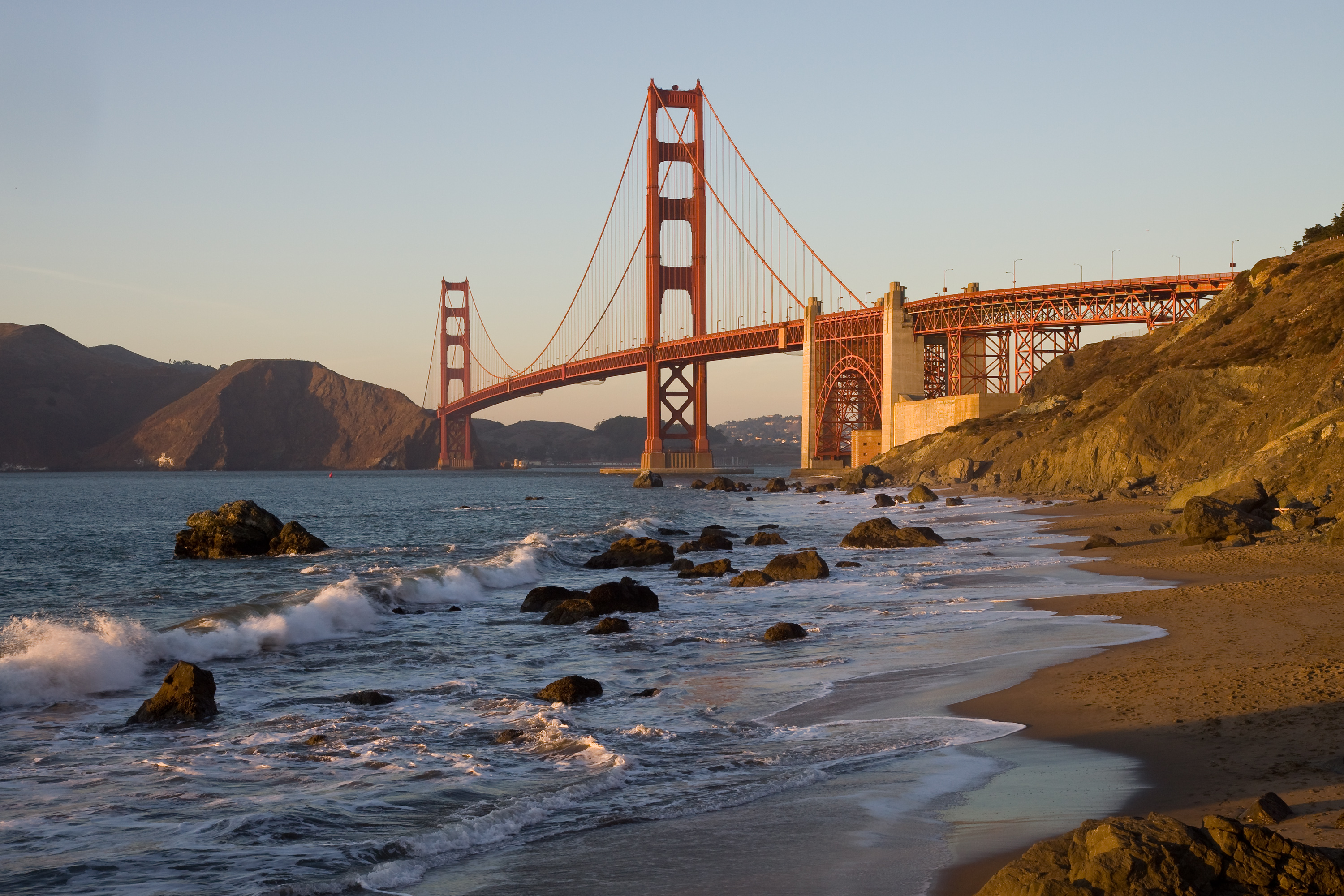
桥梁，如金门大桥，让道路和铁路可以跨过水体。

基础设施是允许交通工具可以运作的固定建筑物。它一般包括道路、终端和供停靠和维护的设施。像是铁道、隧道、道路和缆索等，载具移动的整条路线都必须修建。空中或水上运输工具则无需这些。但是他们需要建立航空站和港口。
航空站、港口、车站等终端是旅客、货物可以从一种交通方式转换到另一种交通方式的地点。对于客运来说，终端使得各种交通工具交融在一起，使得乘客可以通过交叉使用多种方式，从而享受各种方式带来的便利。例如，机场轨道快线可以将机场和城市中心和郊区连接起来。对于汽车来说，停车场是其终端，而巴士则有多个停靠点。对于货运来说，终端是转运点，尽管有些货物是直接从加工点运输到终端用户手中。
交通基础设施建设的筹资可能来自公众，也可能来自私人。由于交通具有自然垄断的特性，对于公众来说属于必需品；因此道路、铁路和机场的建设资金常常来自税收。新的基础设施项目常常会带来大量支出與负债。许多基础设施的所有者会对加收使用费，例如机场建设费。

### 载具

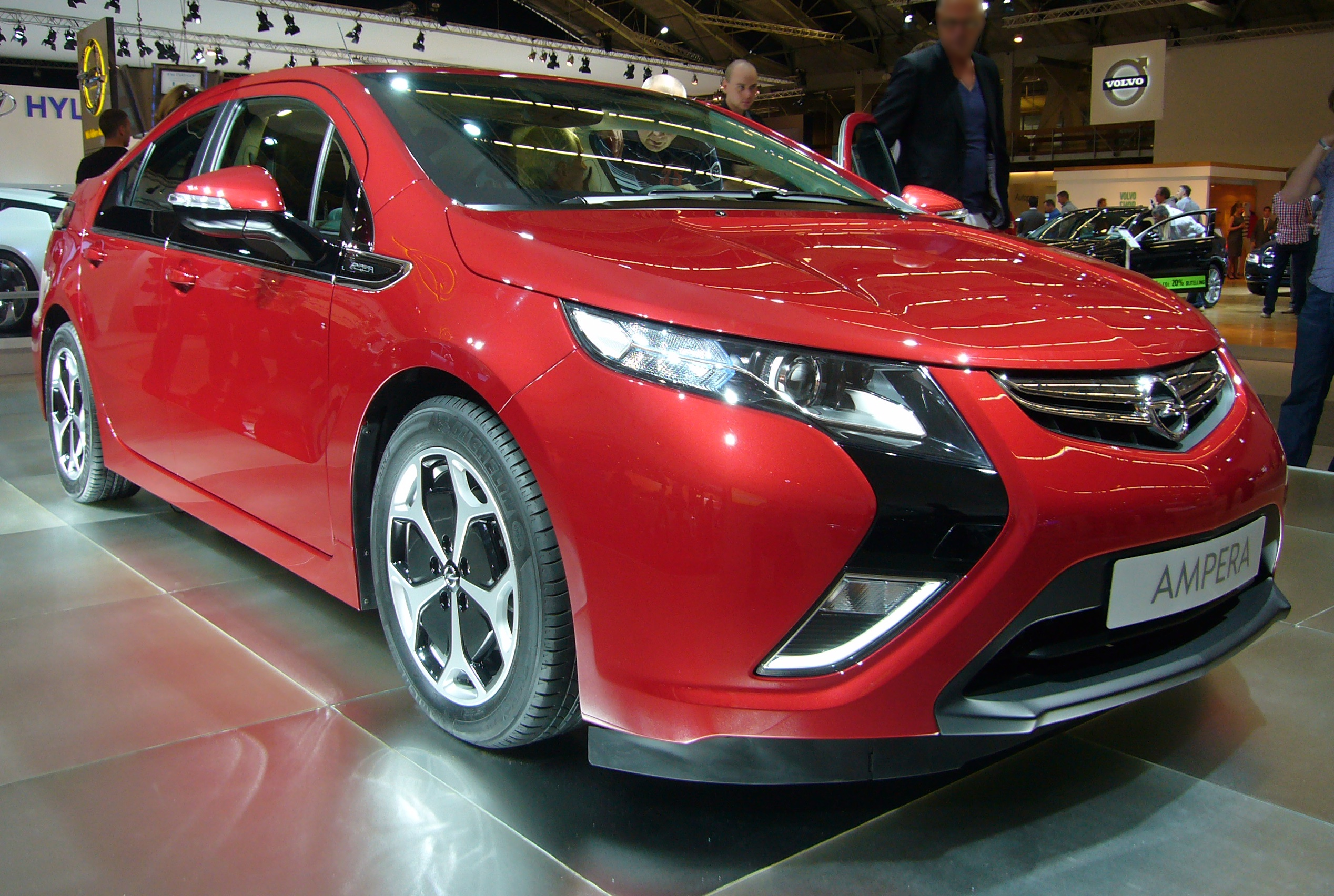
雪佛兰沃蓝达

载具指使用于人或货物运输的设备。除非有缆索或者肌肉动力，否则载具往往要自带动力。
载具往往还需要配备一位驾驶员。但是有一些运输方式，如快速轨道交通等已经实现了自動化。

### 运营
私人交通运输只服务于交通工具的拥有人本人，由他们本人驾驶。对于大众交通或者货物运输，通常需要通过私人企业或政府负责运营。有时载具和基础设施可能属于某一公司，而负责运营的则是另一实体。

## 影響

### 經濟

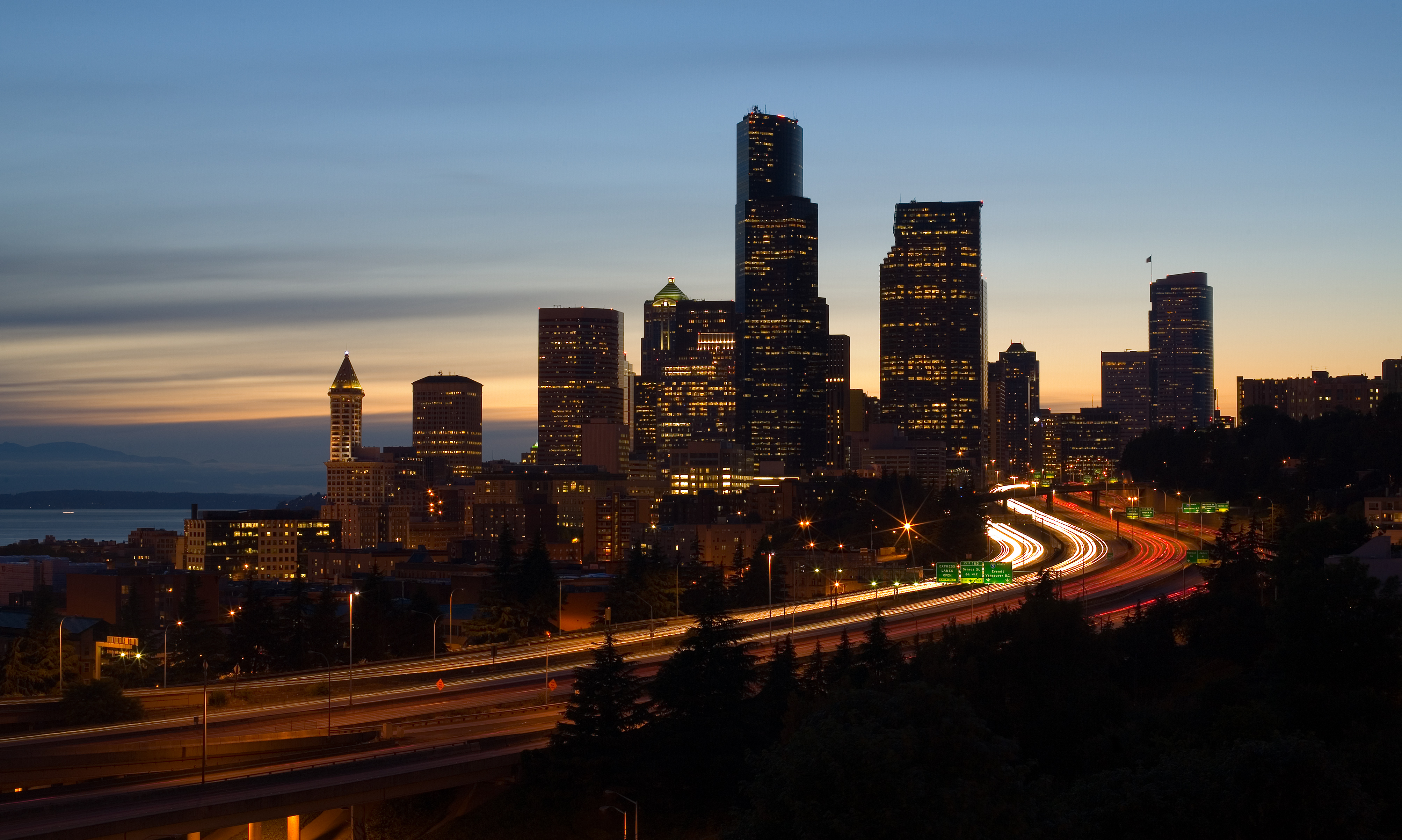
運輸是成長及全球化的關鍵因素之一，像美國的西雅圖就因為交通便利而繁榮

運輸是区域化（允許在不同的地點進行生產和消費）的關鍵因素之一。在歷史上運輸可以帶來一個地區的擴展，較好的運輸條件也可以帶來較多的貿易及人員的往來，經濟成長總和運輸量的成長及合理性有關，不過運輸的基礎建設及營運對土地有相當的衝擊，而且是最大的能源消耗者，因此可持續交通系統就成為大家關注的議題。
現代社會決定了住家和工作場所之間的實體距離，因此人們必需搭乘運輸工具上班或上學，或是進行一些日常的活動。旅客运输也是旅行中必備的一環，是休閒運輸重要的一部份。企業需要員工到不同的地點開展業務，可能是為了重要的決定而進行面對面的接觸，或是讓一些專業人士到需要他們的地方。

### 計劃
交通規劃的目的是要可以高度的利用新的運輸設施，並減少其他的衝擊。利用運輸預測的模型，規劃者可以預測未來的運輸模式。運輸是運輸經濟學的一個主題，運輸工程是土木工程的一個分支，需考慮旅次發生、旅次分佈、運量分配及交通量分派，而實際的營運則是交通工程的內容。

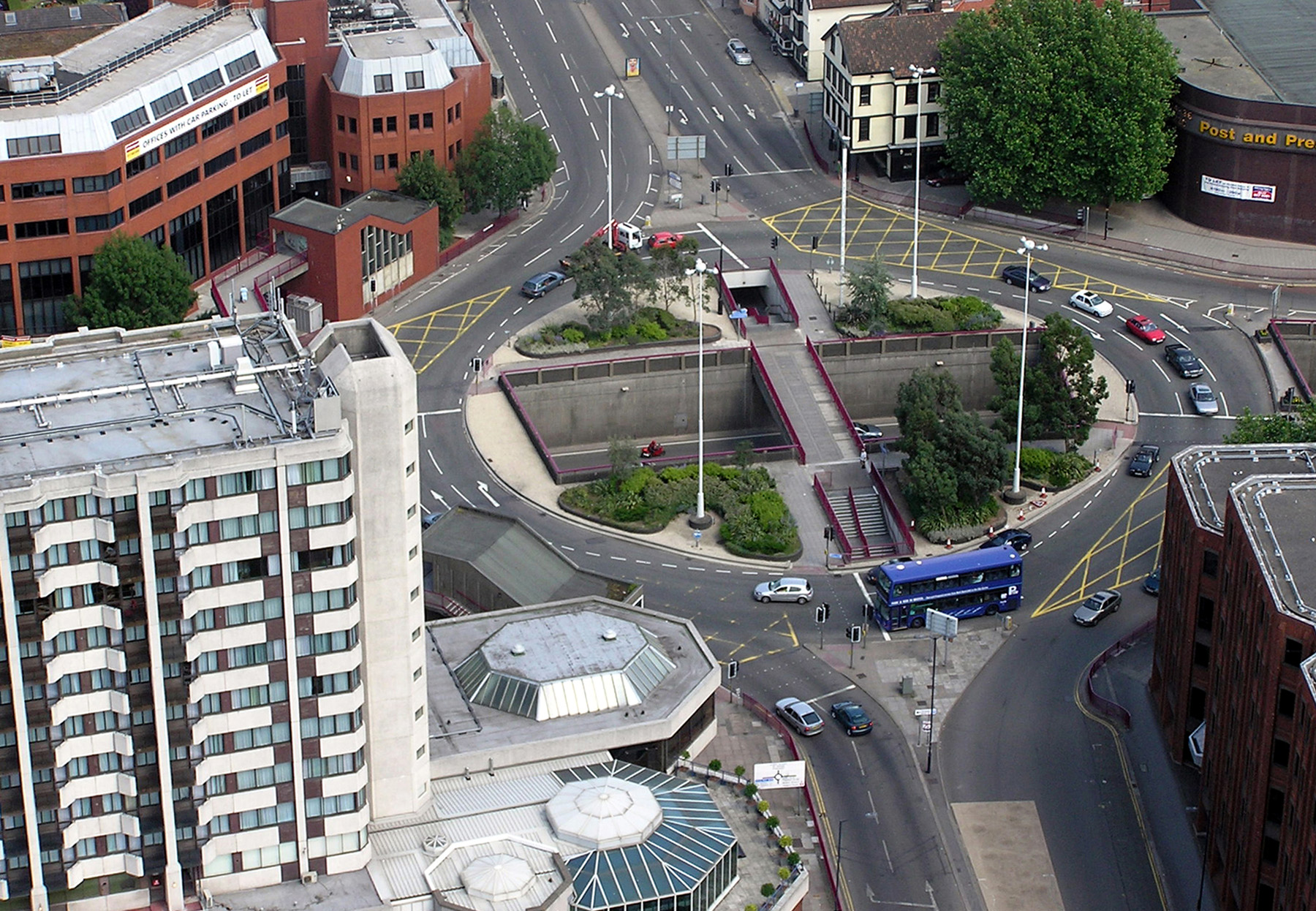
位在布里斯托尔的环岛

由於運輸帶來的負面影響，有關運輸方式的選擇以及容量的擴充往往會是爭議的議題。車輛運輸可以視為是一種公地悲劇，個人的彈性及方便性最後會破壞整體的自然生態及都市環境。土地使用會依運輸方式的選擇而定，而大眾運輸工具可以有較好的空間使用率。好的土地使用會使日常的活動接近人們的住家，而將一些高密度的發展放在靠近運輸線或轉運站的地方，減少額外運輸需求的產生。運輸有聚集經濟效應，而除了交通之外，其他的土地利用也是在人群聚居時有較佳的利用率。運輸設備會需要土地，在一些城市中，用在街道及停車場的路面常會超過總面積的20%，有效率的運輸系統可以減少土地的浪費。

### 環境
運輸消耗許多能源，世界上大部份的石油是用在運輸上。由於燃燒石油會排放一氧化二氮等廢氣及懸浮粒子，造成了空氣污染；也因為排放二氧化碳，加速全球暖化。運輸同時亦是各種排放源中成長最快的。在各種運輸中，道路運輸對全球暖化的影響最大。因此各國提出環境法規要減少個人車輛的廢氣排放。不過這已被成長的車輛數量及使用量的調高所抵消。許多可以減少車輛廢氣排放的方式都已被研究過。能源使用和廢氣排放會依運輸形態而有大幅的不同，因此環境保護主義呼籲運輸方式由空運及道路改為鐵路及人力運輸，並且提高電動車輛比例以及運輸的能源效率。